# Connie Mack (baseball)
Ne doit pas être confondu avec Connie Mack IV.
Cornelius Alexander Mack, né Cornelius Alexander McGillicuddy le 22 décembre 1862 à East Brookfield, Massachusetts, et mort le 8 février 1956 à Philadelphie, est un joueur professionnel de baseball, un manager et propriétaire de club. Considéré comme l'un des plus grands managers de l'histoire de la Ligue majeure de baseball, il détient les records de victoires, défaites et rencontres gérées en Ligue majeure. Il fut le gérant des Athletics de Philadelphia pendant 50 saisons consécutives et remporta cinq séries mondiales et neuf titres de Ligue américaine avec cette équipe.

## Carrière de joueur
Né à East Brookfield de parents irlandais, Connie Mack entame sa carrière en ligue majeure avec les Nationals de Washington en 1886 au poste de receveur. Après quatre saisons, l'équipe est dissoute. Mack rejoint les Bisons de Buffalo (Players' League) en 1890, puis, lorsque la ligue fusionne avec la Ligue nationale, il rejoint les Pirates de Pittsburgh en 1891. Il partage ses trois dernières saisons de joueur avec le poste de gérant des Pirates. Il met fin à sa carrière de joueur en 1896 après six saisons à Pittsburgh et onze saisons en Ligue majeure.

## Carrière de manager

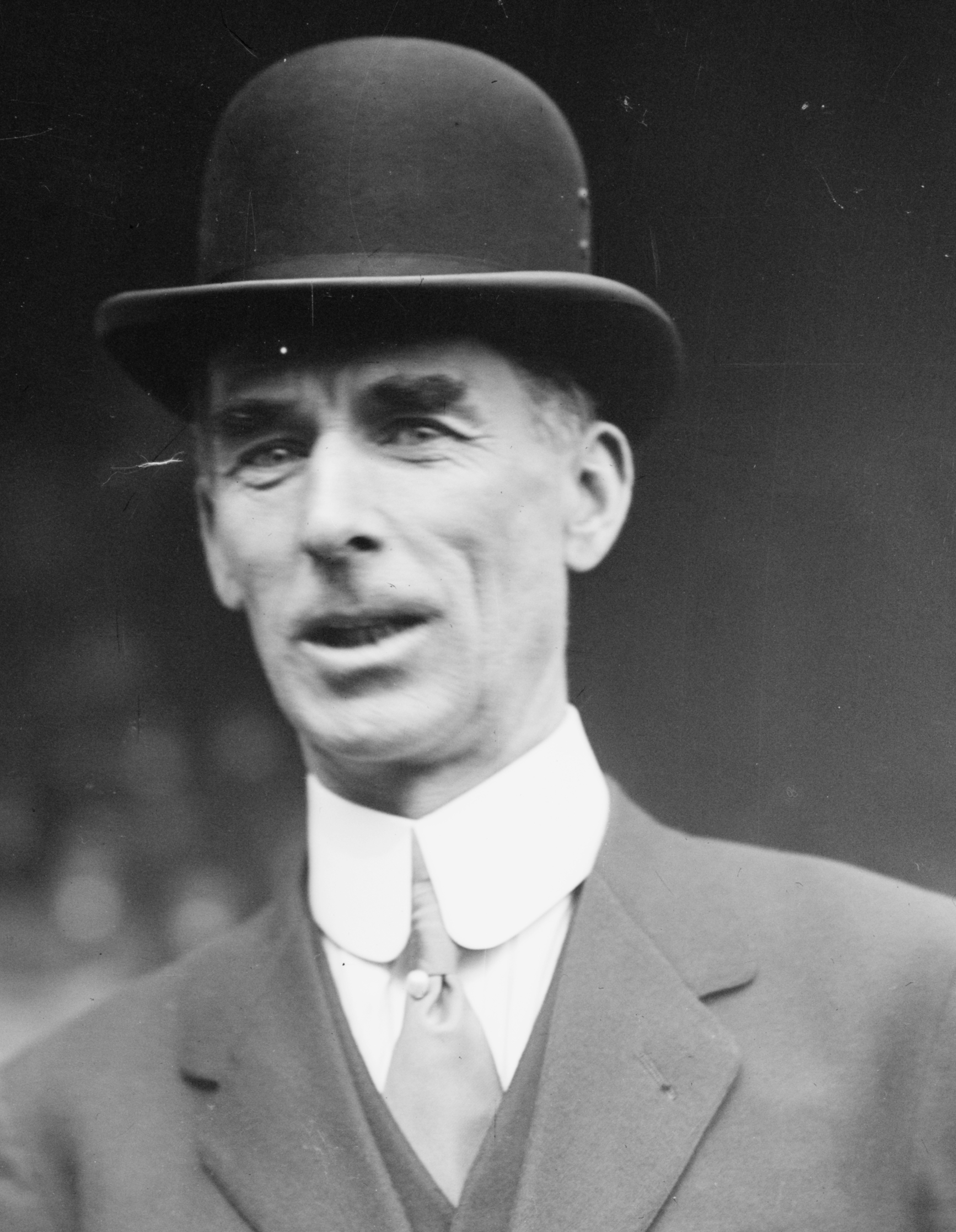
Connie Mack en 1911

En 1901, une nouvelle ligue fait son apparition pour concurrencer la Ligue nationale. Connie Mack devient manager, manager général et actionnaire des Athletics de Philadelphia, une des huit franchises de la ligue. Lorsque John McGraw, le manager des Giants de New York surnomma les Athletics « un éléphant blanc dont personne ne voulait » (a white elephant nobody wanted), Connie Mack choisit un éléphant blanc comme logo de l'équipe. L'éléphant est encore présent aujourd'hui sur les logos alternatifs des Athletics d'Oakland. Il se démarque des autres managers en portant un costume, une cravate et un borsalino au lieu d'un uniforme de l'équipe comme de coutume.
Il devient copropriétaire de l'équipe avec Ben Shibe. Connie Mack s'occupe uniquement de la partie sportive, alors que Shibe prend en main le secteur économique. Lorsque Shibe décède en 1922, ses fils  prennent sa succession. En 1936, à la mort du dernier fils de Shibe, Connie Mack devient l'unique propriétaire de l'équipe.
Connie Mack a géré les Athletics jusqu'à la saison 1950 après laquelle il prit sa retraite à 88 ans. Sa période de 50 ans à la tête des Athletics est la plus longue pour un manager dans la même équipe professionnelle nord-américaine. Il est resté propriétaire et président jusqu'en 1954. L'année suivante, les Athletics rejoignent Kansas City dans le Missouri.
Pendant ses 53 saisons de manager, il a remporté 9 titres de Ligue américaine (1902, 1905, 1910, 1911, 1913, 1914 et de 1929 à 1931), a participé à 8 séries mondiales et en a gagné 5 (1910, 1911, 1913, 1929 et 1930). Il a bâti deux dynasties : de 1910 à 1914 (avec Eddie Collins, Frank Baker, Jack Barry et Stuffy McInnis) et de 1929 à 1931 (avec Lefty Grove, Mickey Cochrane, Jimmie Foxx et Al Simmons). Il a géré 7879 rencontres pour 3776 victoires et 4025 défaites.

## Héritage
Connie Mack est élu au Temple de la renommée du baseball comme manager dès 1937 par le Comité des Vétérans, un an après la création de l'institution. En 1953, le Shibe Parke de Philadelphia est renommé Connie Mack Stadium, un an avant le départ des Athletics pour Kansas City. Earl Mack, son fils, a aussi joué en Ligue majeure pour les Athletics entre 1910 et 1914. Il a assuré le remplacement de son père au poste de manager en 1937 et 1939, lorsque Connie Mack était trop malade pour assumer ses responsabilités.